# Diabolus in Musica (álbum de Slayer)
Diabolus in Musica es el séptimo  álbum de estudio de la banda estadounidense de thrash metal Slayer. Se lanzó el 9 de junio de 1998, siendo el segundo álbum en que aparece el batería Paul Bostaph. Aunque recibió críticas variadas, el álbum llegó a vender 46.000 copias en su primera semana llegando al puesto 31 en la lista de álbumes Billboard 200 de Estados Unidos.
Jeff Hanneman compuso la mayoría de las canciones del álbum, del que se dice que es el más experimental de la banda. El título del álbum es un término en latín que significa "El diablo en la música", un intervalo musical conocido por su disonancia, el tritono. Los temas de las letras del álbum exploran la religión, lo anormal, la muerte, los maníacos, la guerra y los asesinos en serie.

## Composición y grabación
El guitarrista de la banda, Jeff Hanneman describió el proceso de composición diciendo:

"Cuando estábamos componiendo para el álbum estaba buscando algo que superar; quería superar algo, pero nada me impresiona ahora mismo. Nada sonaba realmente agresivo y lo suficientemente duro para inspirarme a superarlo, así que tuve que inventarme mi propia mierda".

 La producción corrió a cargo de Rick Rubin y fue grabado en los Oceanway Studios de Los Ángeles.
Adrien Begrand, redactor de PopMatters dijo que Slayer había incluido nuevas características en su sonido como guitarras bajadas de tono, estructuras de guitarra "sucias" y baterías "agitadas". Dijo que Slayer adoptó estas características de la floreciente escena nu metal. El batería Paul Bostaph dice que es su álbum favorito, ya que cree que es "todo lo experimental que Slayer puede". Esto incluye la incorporación de elementos del groove metal y "extraños efectos vocales" como dijo para una entrevista a High Times. Bostaph volvió a Slayer después de su corto periplo con un proyecto llamado The Truth About Seafood, entrando la banda a grabar cuatro meses después.

## Título y letras del álbum
Diabolus in Musica es un término en latín que significa "El diablo en la música", conocido como el tritono. Las reglas de la música medieval no permitían esta disonancia en sus composiciones. Según la mitología, este intervalo era considerado sexual y atraería al demonio; El cantante y bajista de Slayer, Tom Araya comentó de forma jocosa que la gente era ejecutada por usar el intervalo en sus composiciones.
Araya mostró cierta inquietud por las letras que escribió King para la canción "In the Name of God", comentándolo con el guitarrista Hanneman. El punto de vista de King era; "Es como, venga, hombre, estás en Slayer. Eres el anticristo — '¡lo dijiste tú mismo en el primer álbum!' No puedes dejarlo ahí. Esté [él] de acuerdo o no, él no lo escribió — lo escribí yo. Así que tienes que decir, 'Bueno, es sólo una parte de estar en esta banda'. Pero Jeff y yo, a nosotros nos importa una mierda. Si Jeff escribiese algo con lo que yo tuviese problemas, no levantaría ni un puto dedo. Sería como, 'Joder sí, ¡vamos a hacerlo! ¿Vamos a joder a alguien? ¡Bien!'" Jason Hundey, redactor de allmusic dijo; "Gracias que las letras no se han desviado como las de "Ain't My Bitch"; en vez de eso se han quedado con temas conocidos como religión, muerte, guerra y asesinos en serie".

## Recepción
Diabolus in Musica se lanzó el 9 de junio de 1998 a través de American Recordings. En la primera semana de lanzamiento el álbum vendió 46.000 copias en Estados Unidos y debutó en el puesto número 31 de la lista Billboard 200.
Para el 16 de agosto de 2006 el álbum había vendido 290.000 copias en Estados Unidos.
En la reseña de la caja recopilatoria de 2003 Soundtrack to the Apocalypse, Adrien Begrand de PopMatters dijo que era "un álbum único, ya que Slayer adopta muchas de las características de la floreciente escena nu metal (guitarras bajadas de tono, estructuras de guitarra 'sucias', baterías 'agitadas'), y lo incorpora a su sonido característico. Es como si vinieran para enseñarles a las bandas jóvenes cómo deben hacerlo, con canciones como 'Bitter Peace', 'Death's Head' y el terrorífico 'Stain of Mind' quitan de un plumazo cualquier cosa que hayan hecho jóvenes pretendientes como Slipknot".
Sin embargo, no todas las reseñas fueron positivas. En la reseña de 2001 del álbum de Slayer God Hates Us All, el crítico musical de Blabbermouth.net, Borijov Krgin, describió Diabolus in Musica como "un pobre intento de incorporar elementos nuevos al sonido de la banda, cuya presencia elevó un tanto los intentos de la banda y ofreció esperanza de que Slayer podría abstenerse de repetir su material previo una y otra vez para sus futuros lanzamientos". En una reseña de 1999, Ben Ratliff del New York Times' decía: "Ocho de las once canciones de Diabolus in Musica, algunas de las que se tocaron en el concierto, están en el mismo tono gris, y las ideas rítmicas de la banda tienen un cansino parecido también". Rara vez se tocan las canciones en directo después del regreso de Dave Lombardo en 2001.

## Lista de canciones
| Diabolus in Musica |                          |          |                       |               |          |  |
| N.º                | Título                   | Letras   | Música                | Escritor(es)  | Duración |  |
| 1.                 | «Bitter Peace»           |          |                       | Jeff Hanneman | 4:32     |  |
| 2.                 | «Death's Head»           |          |                       | Hanneman      | 3:34     |  |
| 3.                 | «Stain of Mind»          | Hanneman | Kerry King            |               | 3:24     |  |
| 4.                 | «Overt Enemy»            |          |                       | Hanneman      | 4:41     |  |
| 5.                 | «Perversions of Pain»    | Hanneman | King                  |               | 3:33     |  |
| 6.                 | «Love to Hate»           | Hanneman | Hanneman, King        |               | 3:07     |  |
| 7.                 | «Desire»                 | Hanneman | Tom Araya             |               | 4:20     |  |
| 8.                 | «In the Name of God»     |          |                       | King          | 3:40     |  |
| 9.                 | «Scrum»                  | Hanneman | King                  |               | 2:16     |  |
| 10.                | «Screaming from the Sky» | Hanneman | Hanneman, King, Araya |               | 3:12     |  |
| 11.                | «Point»                  | Hanneman | King                  |               | 4:11     |  |
| 40:24              |                          |          |                       |               |          |  |

### Reedición Japonesa (2009)
| Diabolus in Musica |                          |                     |                       |              |          |  |
| N.º                | Título                   | Letras              | Música                | Escritor(es) | Duración |  |
| 1.                 | «Bitter Peace»           |                     |                       | Hanneman     | 4:32     |  |
| 2.                 | «Death's Head»           |                     |                       | Hanneman     | 3:34     |  |
| 3.                 | «Stain of Mind»          | Hanneman            | King                  |              | 3:24     |  |
| 4.                 | «Overt Enemy»            |                     |                       | Hanneman     | 4:41     |  |
| 5.                 | «Perversions of Pain»    | Hanneman            | King                  |              | 3:33     |  |
| 6.                 | «Love to Hate»           | Hanneman            | Hanneman, King        |              | 3:07     |  |
| 7.                 | «Desire»                 | Hanneman            | Araya                 |              | 4:20     |  |
| 8.                 | «Unguarded Instinct»     | King                | Hanneman              |              | 3:42     |  |
| 9.                 | «In the Name of God»     |                     |                       | King         | 3:40     |  |
| 10.                | «Scrum»                  | Hanneman            | King                  |              | 2:16     |  |
| 11.                | «Screaming from the Sky» | Hanneman            | Hanneman, King, Araya |              | 3:12     |  |
| 12.                | «Wicked»                 | Araya, Paul Bostaph | Hanneman, King        |              | 6:00     |  |
| 13.                | «Point»                  | Hanneman            | King                  |              | 4:11     |  |
| 50:00              |                          |                     |                       |              |          |  |

## Personal
| Slayer - Tom Araya - voz, bajo - Jeff Hanneman - guitarra - Kerry King - guitarra - Paul Bostaph - batería | Producción - Rick Rubin – productor - Howie Weinberg – masterización - Greg Gordon – ingeniero de sonido - Brian Davis – ingeniero asistente - John Tyree – ingeniero asistente - Sebastian Haimerl – ingeniero asistente - Allen Sanderson – ingeniero asistente - Exum – fotografía - Frank – dirección artística - Wade Goeke – ingeniero asistente |